# US Quevilly-Rouen Métropole
US Quevilly-Rouen Métropole (tiếng Pháp: Union Sportive Quevillaise), Được gọi đơn giản là US Quevilly hoặc USQRM là một câu lạc bộ  bóng đá Pháp có trụ sở tại Le Petit-Quevilly (Seine-Maritime). Họ chơi tại Sân vận động Robert Diochon, có sức chứa 12.018 chỗ ngồi.

## Lịch sử
Câu lạc bộ được thành lập như US Quevilly vào năm 1902 và màu sắc của đội là vàng và đen. Câu lạc bộ lọt vào trận chung kết Coupe de France năm 1927, và bán kết vào năm 1968 và 2010. Trong mùa giải 2010-11 US Quevilly đã chiến thắng tại CFA bảng A và được thăng hạng Championnat National.
Năm 2012, họ đã lọt vào Chung kết Coupe de France lần thứ hai, đánh bại Rennes 2 - 1 ở bán kết (Laup ghi bàn trong thời gian thêm). Họ đã thua 0 - 1 trước Olympique Lyonnais trong trận chung kết, được tổ chức tại Stade de France vào ngày 28 tháng 4 năm 2012.
Vào tháng 4 năm 2015, US Quevilly đã cùng với FC Rouen thành lập US Quevilly-Rouen Métropole, thay thế US Quevilly trong Giải vô địch nghiệp dư Championnat de France cho mùa 2015  Đây không phải là một sự hợp nhất thẳng, vì FC Rouen tiếp tục tồn tại như một thực thể riêng biệt, với thực thể chung mới kết hợp màu sắc và màu của FC Rouen vào trang phục của câu lạc bộ.
Vào năm 2016, US Quevilly-Rouen đã được thăng hạng lên Championnat National mùa giải 2016-17 bằng cách chiến thắng bảng A của CFA 2015 Họ đã thăng hạng trở lại lên giải hạng hai của Pháp vào tháng 5 năm 2017 và sẽ chơi  ở Ligue 2 năm 2017-18. Sau khi chỉ chơi một mùa ở Ligue 2, US Quevilly-Rouen đã xuống hạng trở lại Championnat National sau khi kết thúc vị trí thứ 19. Từ ngày 1 tháng 7 năm 2018, FC Rouen không còn là một phần của dự án. Logo đã được thay đổi để xem xét điều này.

## Đội hình hiện tại
Tính đến 18 tháng 10 năm 2023
Ghi chú: Quốc kỳ chỉ đội tuyển quốc gia được xác định rõ trong điều lệ tư cách FIFA. Các cầu thủ có thể giữ hơn một quốc tịch ngoài FIFA.
| Số | VT | Quốc gia           | Cầu thủ                                |
| -- | -- | ------------------ | -------------------------------------- |
| 1  | TM | Pháp               | Benjamin Leroy                         |
| 4  | TV | Pháp               | Balthazar Pierret                      |
| 5  | HV | Pháp               | Till Cissokho                          |
| 7  | HV | Pháp               | Jason Pendant                          |
| 8  | TV | Pháp               | Noah Cadiou                            |
| 9  | TĐ | Sénégal            | Sambou Soumano (cho mượn từ Lorient)   |
| 10 | TV | Pháp               | Alexandre Bonnet                       |
| 11 | TĐ | Cộng hòa Trung Phi | Vénuste Baboula                        |
| 12 | TV | Pháp               | Garland Gbelle                         |
| 14 | TĐ | Gabon              | Alan Do Marcolino (cho mượn từ Rennes) |
| 15 | HV | Cabo Verde         | Steven Fortès                          |
| 16 | TM | Pháp               | Kayne Bonnevie                         |
| 17 | TV | Burkina Faso       | Gustavo Sangaré                        |

| Số | VT | Quốc gia | Cầu thủ                                        |
| -- | -- | -------- | ---------------------------------------------- |
| 19 | TĐ | Mali     | Kalifa Coulibaly                               |
| 20 | HV | Mali     | Nadjib Cissé                                   |
| 21 | HV | Bénin    | Yohan Roche                                    |
| 22 | HV | Pháp     | Samuel Loric                                   |
| 23 | TĐ | Pháp     | Logan Delaurier-Chaubet (cho mượn từ Bordeaux) |
| 30 | TM | Pháp     | Arsène Courel                                  |
| 34 | HV | Pháp     | Théo Pionnier                                  |
| 35 | TĐ | Pháp     | Robin Legendre                                 |
| 58 | HV | Pháp     | Alpha Sissoko                                  |
| 77 | TĐ | Sénégal  | Pape Ousmane Sakho                             |
| 90 | TĐ | Sénégal  | Pape Ndiaga Yade (cho mượn từ Metz)            |
| 93 | TĐ | Pháp     | Mamadou Camara                                 |

### Cho mượn
Ghi chú: Quốc kỳ chỉ đội tuyển quốc gia được xác định rõ trong điều lệ tư cách FIFA. Các cầu thủ có thể giữ hơn một quốc tịch ngoài FIFA.
| Số | VT | Quốc gia | Cầu thủ                                      |
| -- | -- | -------- | -------------------------------------------- |
| —  | HV | Pháp     | Damon Bansais (cho mượn tại Bourg-en-Bresse) |

| Số | VT | Quốc gia | Cầu thủ                                  |
| -- | -- | -------- | ---------------------------------------- |
| —  | TĐ | Pháp     | Isaac Tshipamba (cho mượn tại Avranches) |

## Danh hiệu
Quốc gia
- Chung kết Coupe de France năm 1927, 2012
- Bán kết Coupe de France: 1968, 2010
- Vòng tứ kết Coupe de France: 2005
- Nhà vô địch France Amateur: 1954, 1955, 1958, 1967
- Nhà vô địch du Groupe Ouest: 1954, 1955, 1956, 1959, 1966, 1967
- Nhà vô địch du Groupe Nord: 1958, 1963, 1964, 1969
- Nhà vô địch du Groupe A: 2011
- Nhà vô địch France Amateur: 1959, 1963
- Giải hạng 3
- Chung kết: 1973
- Nhà vô địch du Groupe Ouest: 1973

Đội trẻ
- Coupe Gambardella
- Vô địch: 1967
- Á quân: 1960

## Cựu huấn luyện viên
- Régis Brouard
- Barshe Canteloup
- Richard Dezire
- Eric Fouda
- Jacques Lefèvre
- M. Tiarci